# Chiloecia lacustris
Chiloecia lacustris är en nattsländeart som beskrevs av Navás 1930. Chiloecia lacustris ingår i släktet Chiloecia och familjen krumrörsnattsländor. Inga underarter finns listade i Catalogue of Life.